# フェアリー フルマー
フルマー
飛行するフルマー F Mk.I N4062号機
(1941年撮影)
- 用途：戦闘機、偵察機
- 分類：艦上戦闘機
- 設計者：マーセル・ロベル
- 製造者：フェアリー・エイヴィエーション社
- 運用者： イギリス（イギリス海軍航空隊）
- 初飛行：1940年1月4日
- 生産数：606機[1]
- 生産開始：1940年5月10日
- 運用開始：1940年6月
- 退役：1945年（前線任務）
- 運用状況：退役
- 原型機：P.4/34

フルマー（Fairey Fulmar ）は、イギリスのフェアリー社が開発し、第二次世界大戦中にイギリス海軍で運用された艦上戦闘機。
愛称の「フルマー (Fulmar)」は、フルマカモメの意。イギリス海軍初の本格的単葉戦闘機であり、複座設計であった。当時旧式化が著しく複葉機ばかりであったイギリス海軍戦闘機の後継機として開発、生産された。当初存在を極秘にして開発が進められ、1940年議会の追求で明るみに出たことで知られる。

## 開発
1930年代も半ばになると、世界に先駆けて空母を建造、開発していたにもかかわらず、イギリス海軍の航空機事情はおよそ世界水準とは言いがたい状況となっていた。空の主役である戦闘機任務にはいまだニムロッドやオスプレイといった複葉機が現役であった。そのため、1938年にイギリスは仕様書O.8/38に基づいた、複葉機に代わる単葉戦闘機の配備を決めた。フェアリー社は開発中であったバトル軽爆撃機を基にした仕様書P.4/34軽爆撃機を仕様書O.8/38に基づき複座戦闘機として改修した機体（この際にはP.4/34試作2号機が改修された）をイギリス海軍に提案し、海軍はそれを受け入れた。1938年3月、海軍は127機を正式に発注した。武装は、当時の英空軍が採用していた小口径8挺に準じており、7.7mm機関銃8挺としている。
イギリス海軍が複座戦闘機にこだわった理由は、目印も何も無い海上飛行においては、航法担当が機体を適切に誘導することが空母に帰艦するのに必要、と考えていたからと言われる。だが、実際のところは日本、アメリカが証明しているように、操縦者が航法を修得していれば単座機であっても問題なく帰艦できた。
フルマーは複座という構造により重量が増加していたにもかかわらず、それに対してエンジン出力は貧弱であった。これはよく、ほぼ同馬力のエンジンを装備していたハリケーンと比較される。ハリケーンの自重2,500kg、全備重量3,300kgに対し、フルマーは自重3,960kgと1.6倍近くも重く、全備重量は4,850kgとなっていた。そのため、速度もMk. Iでは400km/hを越えることができず、戦闘機としての性能は低いものとなってしまった。

## 運用
フルマーは1940年1月4日に初飛行（元が改修機であるため、これが生産型となる）したが、この時期まで生産がずれ込んだのは、フェアリ社の新工場完成を待ったためであるとされる。1940年6月には第806飛行隊に配備され、初期生産であるMk.I型127機が納入された。その後1941年1月20日にはエンジンをマーリンXXX型1,260hpに換装し、最大速度が438km/hに上昇したMk.II型が初飛行、その後1942年になってから生産、配備された。
しかし、複座とその重量から来る能力不足はいかんともしがたく、早くも1942年から空軍のスピットファイアの海軍版であるシーファイア、同じくハリケーンの海軍版であるシーハリケーン、アメリカから供与されたマートレットといった単座戦闘機、そして、フェアリー社がフルマーの後継として開発した複座戦闘機ファイアフライ等と交換され、1943年には生産が終了、同年にはほぼ前線から退いた。
フルマーは1940年1月から1943年3月まで生産され、生産数はMk.I型250機とMk.II型350機および1941年1月に飛行した試作1機の合計601機とする説、606機という説もある。Mk.Iの生産数は127機は初期発注、250機はミュンヘン会談の原因となったチェコスロヴァキアに対するズデーテン地方割譲要求により戦争の可能性が高まった1938年9月におこなわれた追加発注である。一部450とする資料があるがこれは追加発注を入れていないと考えられる上、初期発注とMkIIのみでも477機となり数が合わない。
また、Mk.II型の一部から夜間戦闘機としてMk.IVレーダーを搭載した型が存在するほか、固定武装以外に後部座席に7.7mm機銃を装備し、計9挺としている機体もあった。このほかに、水上戦闘機とするために778航空隊に渡されたものが存在するが、結局水上機化は行われなかった。

## 戦果

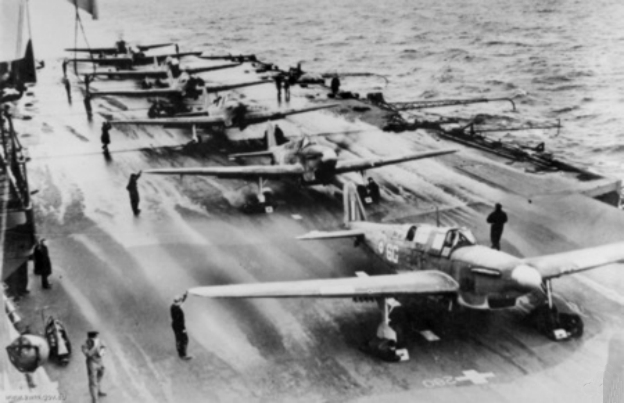
航空母艦「ヴィクトリアス」で運用される本機

1940年に生産が始まったフルマーは次々と海軍に引き渡され、スクアや複葉戦闘機と交換され、最終的にはおよそ20の海軍航空隊がフルマーを配備した。1940年6月には空母イラストリアス艦載航空隊である第806飛行隊に配備され、8月には艦載された。フルマーの実戦初参加は、マルタ島への船団護衛時のイタリア軍機との戦闘であった。以降、主に地中海方面で戦闘を重ね、1940年10月のタラント湾奇襲に際してはイラストリアス艦載のフルマーが護衛にあたり、その直後には空母アーク・ロイヤル艦載機がマルタ島への輸送船団を護衛している。1941年3月のマタパン岬沖海戦では、空母フォーミダブルから発艦した攻撃隊を同空母艦載機が護衛している。
また、護衛空母がそろっていなかった大戦初期～中期の初めにおいて、CAMシップ （カタパルト装備商船）に搭載され敵機迎撃に当たった機体も存在するが、たとえ撃退できたとしてもCAMシップに着艦することは不可能なため機体は陸上基地まで飛んで着陸するか、もしくは着水し機体を放棄、パイロットのみ回収するかしかなく、芳しい成果は挙がらなかった。前線任務は1943年から徐々に交替していったが1945年2月8日の護衛空母カンパニアにおける着艦事故を最期に姿を消した。

## 諸元
Mk.I
諸元
- 乗員: 2名
- 全長: 12.24 m （40.16 ft）
- 全高: 4.27 m （14 ft）

- 空虚重量: 3,955kg （8720lb）
- 最大離陸重量: 4,853 kg （10,700 lb）

性能
- 最大速度: 398 km/h （215kt） 247 m/h
- 航続距離: 1,255 km （677.6 海里） 780mi
- 実用上昇限度: 6,560m （21520 ft）
- 上昇率: 366 m/min
- 翼面荷重: kg/m2 （lb/ft2）

武装
- 固定武装: 7.7mm機銃8挺
機体によっては後部座席に7.7mm機銃1挺の計9挺
- 爆弾: 250lb爆弾2発

## 現存する機体
| 型名   | 番号  | 機体写真 | 所在地                | 所有者                 | 公開状況 | 状態     | 備考 |
| ------ | ----- | -------- | --------------------- | ---------------------- | -------- | -------- | ---- |
| 試作機 | N1854 |          | イギリス サマセット州 | イギリス海軍航空博物館 | 公開     | 静態展示 |      |
| Mk.1   | N1926 |          | イギリス              | 不明                   |          |          |      |

## 登場作品
『艦隊これくしょん -艦これ-』
艦上戦闘機型と偵察機型がそれぞれ「Fulmar」「Fulmar(戦闘偵察/熟練)」の名称で登場。